# Iphiaulax wallacei
Iphiaulax wallacei är en stekelart som beskrevs av Cameron 1903. Iphiaulax wallacei ingår i släktet Iphiaulax och familjen bracksteklar. Inga underarter finns listade i Catalogue of Life.